# Ivan V. Frankapan
Ivan V. Frankapan ili Anž Frankopan (? — Senj, 29. studenog 1393.), hrvatski velikaš, hrvatsko-dalmatinsko-slavonski ban iz hrvatske velikaške obitelji Frankapan. Bio je sin krčkog kneza Bartola VIII. Godine 1352. oženio se Anom, kćeri grofa Meinharda VII. Goričkog, a 1360. godine preuzeo je s bratom Stjepanom II. (I.) obiteljske posjede, koje su pet godina kasnije međusobno podijelili. Ivanu je pripala polovica Vinodola te čitava Gatanska županija s Otočcem i Brinjem, a vjerojatno i županija Drežnik sa Slunjem i otada je često boravio u Senju, Brinju i Otočcu.
Tijekom 60-ih godina 14. stoljeća sudjelovao je u više diplomatskih misija u službi ugarsko-hrvatskog kralja Ludovika I. (1342. – 1382.). Nakon kraljeve smrti, Ivan je podupirao kraljevu kćer Mariju, a njegov brat Stjepan pristao je uz napuljskog Anžuvinca, Karla II. Dračkog. Ivan je znatno pridonio oslobođenju zarobljene kraljice Marije u lipnju 1387. godine, a bila je zatočena u Novigradu (Zadarska županija). Za te zasluge mu je kralj Žigmund darovao grad Cetin i kotar Klokoč u Zagrebačkoj županiji.
Godine 1389. Ivan V. sukobio se s krbavskim knezovima Kurjakovićima te je zbog toga morao potražiti pomoć u Mlečana, a istodobno je pomagao Zadranima i napadao Vranu koju je držao Ivan Paližna.
Kralj Žigmund imenovao ga je 1390. hrvatskim banom.